# 戴维·福布斯
戴维·福布斯（英語：David Forbes，1934年1月26日—2022年5月21日），澳大利亚男子帆船运动员。他曾代表澳大利亚参加1968年、1972年和1976年夏季奥林匹克运动会帆船比赛，其中1972年奥运会获得一枚金牌。